# Hyllus fur
Hyllus fur là một loài nhện trong họ Salticidae.
Loài này thuộc chi Hyllus. Hyllus fur được Embrik Strand miêu tả năm 1906.